# Ortochile nigrocoerulea
Ortochile nigrocoerulea är en tvåvingeart som beskrevs av Pierre André Latreille 1809. Ortochile nigrocoerulea ingår i släktet Ortochile, och familjen styltflugor. Arten är reproducerande i Sverige.